# 楊振鐸

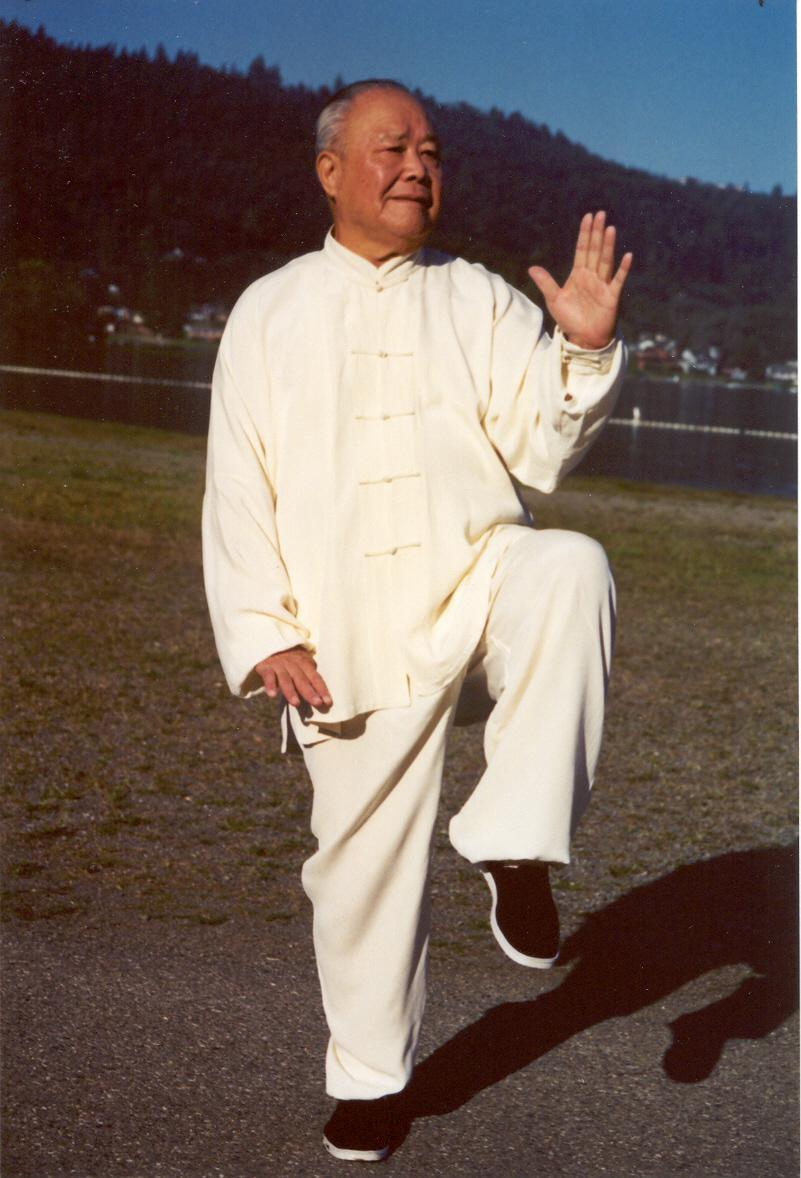
楊振鐸

楊 振鐸（よう しんたく、Yang Zhen Duo、1926年 - 2020年11月7日）は、楊氏4世。中国武術である太極拳の楊式太極拳の現代表。孫に、楊軍がいる。

## 人物
北京出身。祖籍は河北省永年県。
幼いころ、父楊澄甫に随い杭州に出向き太極拳を学ぶ。父の死後は兄達より学び楊式太極拳の伝統を受け継ぐ。
太極拳の発展に貢献し、現代において世界に太極拳を広めた功績は大きい。
中華人民共和国の国内、国外ともに学生の数は多く、その数は一万人を超えるといわれる。
中国武術協会教練委員。山西省楊式太極拳協会会長。フランス・パリ太極拳名誉会長など。